# Менич
Менич — гора на північний схід від села Підгірці Бродівського району, Львівської області, на низькогірному пасмі Вороняки Подільської височини.

## Опис
На горі Менич знаходяться відслонення тортонських пісковиків — геологічна пам'ятка природи місцевого значення.

## Природа
Є складовою Національного природного парку «Північне Поділля».